# UMEn
uMEn est une mutuelle nationale spécialisée en assurance, gestion de frais de santé et dépendance. Alors qu’elle s’adressait aux professionnels de la presse, du spectacle et de la communication, elle est depuis 2024 accessible à tous les particuliers, à toutes les entreprises et leurs salariés. L'entité uMEn a été créée à la suite de son départ du groupe Audiens et de son partenariat avec le groupe VYV.

## Histoire

### Origines
La mutuelle nationale du livre, de la presse et de la communication (MNPLC) tire ses origines de la Société de secours mutuels du Petit Parisien, créée en 1929 puis transformée en 1948 en Société mutualiste de la presse parisienne, du livre et des industries annexes. Lors de la création d'Audiens en 2003 (issu du rapprochement de deux groupes historiques de protection sociale de la presse et du spectacle) , la MNPLC permet de compléter l'offre santé de ce groupe en devenant la mutuelle Audiens de la presse, du spectacle et de la communication née en 2011 de la fusion de la MAPS, de la MNPLC et de la Mudos.
Philippe Bonin est nommé au poste de directeur général en 2016. Il est remplacé en janvier 2018 par Laurent Duret.

### Création d'uMEn
Le 5 janvier 2017, la mutuelle (présidée par Laurent Joseph) décide de quitter le groupe paritaire de protection sociale Audiens, avançant que le modèle de gouvernance des GPS (paritarisme) était trop éloigné de celui de la Mutualité (1 homme = 1 voix), et sa spécificité (mutuelle) n'était plus suffisamment prise en compte dans le pôle interprofessionnel (l'Alliance-Pro) qui se dessinait.
En 2017, elle rejoint le groupe Harmonie avec la MRSSC (Mutuelle des réalisations sanitaires et sociales de la communication).
À la suite d'une décision prise le 12 juin 2017, elle change sa dénomination pour le nom uMEn, pour « une mutuelle engagée »,, et rejoint le groupe Vyv . En 2017, les comptes d'uMEn redeviennent positifs.
À la suite d'un désaccord sur l'utilisation de la dénomination, le Tribunal de grande instance de Paris statue sa rectification le 6 février 2018 (« jugement du 20 décembre 2017).

## Personnalités clés
Laurent Joseph : président d’uMEn et délégué central Presstalis SGLCE-CGT,.